# Стефан Калчев
Стефан Калчев е български общественик.

## Биография
Роден е през 1860 г. в град Пловдив в семейството на хаджи Калчо Дренски. Учи известно време в Пловдив, а след това и в Цариград. Бил е общински съветник и народен представител. Кмет е на Пловдив за кратко между 6 февруари и 31 март 1893 г. Между 1898 и 1903 г. е председател на македонското дружество в Пловдив. През 1895 г. става един от основателите на Търговско-индустриалната камара.